# Alfredo Brown
Alfredo Brown   (Argentina, 1 de desembre de 1886 - 30 d'agost de 1958) fou un futbolista argentí de la dècada de 1900.
La seva família era d'origen escocès. Quatre germans seus – Carlos, Eliseo, Ernesto i Jorge – així com un cosí, Juan Domingo, també foren futbolistes internacionals.
Fou 9 cops internacional amb la selecció argentina. Pel que fa a clubs, defensà els colors d'Alumni.